# حيلا
حيلا قرية سورية تتبع ناحية محمبل في منطقة أريحا في محافظة إدلب. بلغ عدد سكانها 860 نسمة في عام 2004 حسب إحصاء المكتب المركزي للإحصاء.
تتربع على تلة والقسم الآخر في السهل وتشرف على سهل الروج.